# Joan Baptista Porcar i Ripollés
|  | «Joan Porcar» redirigeix aquí. Vegeu-ne altres significats a «Joan Porcar Garcia». |

Joan Baptista Porcar i Ripollés (Castelló de la Plana, 8 d'abril de 1889 - Castelló de la Plana, 3 d'octubre de 1974) va ser un pintor i escultor valencià que destacà també com a animador cultural i al qual se li deu la troballa de les pintures rupestres del barranc de la Gasulla, a Ares del Maestrat.
Tot i haver mostrat una primera inclinació per l'escultura va iniciar-se a la pintura de la mà del pintor castellonenc Vicent Castell, qui el va admetre al seu taller l'any 1905. L'any següent es va traslladar a València becat per la diputació per a continuar els seus estudis a l'Acadèmia de Belles Arts de Sant Carles. Després va estudiar a la Reial Acadèmia Catalana de Belles Arts de Sant Jordi de Barcelona, on va entrar en contacte amb els cercles artístics de la capital catalana, particularment al Cercle Artístic de Sant Lluc i la galeria La Pinacoteca, on va exposar sovint de manera individual (1924, 1925, 1927 i 1929-1936). L'any 1914, arran d'una estada a Castelló de la Plana, hi va fundar l'Agrupació Ribalta, formada per joves artistes i intel·lectuals amb l'objectiu de dinamitzar l'ambient cultural de la ciutat.
Va exposar a Barcelona, Venècia, Oslo, Buenos Aires, París, València i Madrid. En aquesta darrera ciutat va obtenir l'any 1954 la primera medalla a l'Exposición Nacional de Bellas Artes. Com a arqueòleg va descobrir l'any 1933, en companyia d'Eduard Codina i Gonçal C. Espresati, les pintures rupestres del barranc de la Gasulla, a Ares del Maestrat. Va ser un actiu col·laborador de la Societat Castellonenca de Cultura, publicant al seu Butlletí una quarantena d'articles sobre arqueologia i pintures rupestres. També va realitzar, mitjançant conferències, una important tasca de divulgació de l'art rupestre de les comarques septentrionals del País Valencià.
L'any 1932 va ser un dels signataris de les Normes de Castelló. Al final de la seua vida, va escriure la seua autobiografia, amb el títol Trencs, moradures i verducs.
Hi ha obra de Porcar al Museu de Belles Arts de Castelló de la Plana, ciutat en què també va fer les pintures murals que adornen l'escala principal de l'Ajuntament. L'obra de Porcar es caracteritza pel conreu d'un paisatgisme rural inicialment influït per l'obra de Sorolla, amb una evolució estilística al llarg de la seua carrera vers un major esquematisme i abstracció.
Va ser nomenat fill predilecte de la ciutat de Castelló de la Plana el 1952. Està enterrat al cementeri de Sant Josep d'aquesta ciutat.